# 홍은빈
홍은빈(1984년 6월 8일 ~ )은 대한민국의 레이싱모델이다.

## 학력
- 동국대학교 연극영화과

## 경력

### 레이싱모델 경력
- 2017 - 서울오토살롱 핸즈코퍼레이션 포즈모델
- 2017 서울모터쇼 인피니티 모델
- 2016 서울 오토 살롱 롯데 하우머치관 포즈 모델
- 2016 부산 국제 자동차 모터쇼 닛산 자동차 포즈 모델
- 2016 서울 국제 사진 영상 기자재전 소니 모델
- 2015 지스타 2015 헝그리앱 모델
- 2015 서울 국제 자동차 모터쇼 포드/링컨 자동차 레이싱모델
- 2014 지스타 2014 앤씨소프트 모델
- 2014 서울오토살롱 레이싱모델
- 2014 핸즈모터스포츠 전속모델
- 2013 서울오토살롱 레이싱모델
- 2014 서울 국제 사진 영상 기자재전 시그마 모델
- 2013 서울 국제 자동차 모터쇼 쉐보레 자동차 레이싱모델
- 2013 지스타 월드 오브 탱크 모델
- 2012 서울오토살롱 레이싱모델

## 홍은빈과 이효영
- 둘은 절친한 레이싱모델 동료 사이 이고 언니 동생 사이로 지내고 있다.
- 레이싱모델 동료 이효영의 증언의 의하면 홍은빈과 이효영 본인은 1살 차이라고 말하였다.
- 이효영은 과거 자신의 팬클럽 정모때 자신의 팬클럽 정모에 참석한 팬들에게 이효영 본인은 1983년생이라고 말했다.

## 수상
- 2014 제9회 아시아 모델상 시상식 레이싱모델 인기상